# Anarchie militaire
Ne doit pas être confondu avec Anarchie.

L'Empire romain vers 260, au plus haut de l'Anarchie militaire.

L’Anarchie militaire, dans l'histoire de l'Empire romain, désigne la succession rapide d'empereurs issus des rangs de l'armée et portés au pouvoir par un coup d’État. Elle s'ouvre par l'assassinat d’Alexandre Sévère en 235 et la fin de la dynastie des Sévères ; culmine avec les trente tyrans ; et perdure jusqu’à l'arrivée au pouvoir de Dioclétien, en 284, qui réforme en profondeur les institutions romaines, réunifie l'empire et rétablit la situation sur les frontières.
Outre les militaires qui réussirent à prendre le pouvoir, nombre de généraux tenteront de l’usurper, certains sans y réussir, d’autres ne régnant que sur une fraction de l’empire (par exemple, l’Empire des Gaules). Ajoutée aux défaites militaires en Germanie, à la pression des Parthes en Orient et aux graves troubles internes à l'empire, la période s'inscrit dans la « crise du troisième siècle », durant laquelle l’empire subit plusieurs fragmentations temporaires, de lourdes défaites et une perte de contrôle sur ses provinces.
À l’extérieur, des royaumes barbares envahissent l’empire, qui ne peut plus défendre ses frontières. Surtout soucieux de protéger le limes danubien, clé de l’Italie et de Rome, les empereurs doivent dégarnir certaines frontières pour défendre celles qui sont le plus en danger. Dans les provinces comme en Gaule et en Orient, les légions acclament alors leurs généraux comme empereurs non pour faire sécession, mais pour protéger leur région qui devient à leurs yeux le noyau d’un nouvel empire.
S’ensuit, sur le plan intérieur, une crise économique et sociale sans précédent : la valeur de la monnaie s’effondre, et des épidémies déciment le pays. La montée du christianisme remet en cause la religion traditionnelle et ses valeurs. Les empereurs, issus de l’armée ou nommés par elle, auront avant tout soin du bien-être des soldats, leur octroyant de généreuses donations, au détriment de l’économie : les villes s’appauvrissent et les routes, essentielles au commerce, cessent d’être entretenues,.
Depuis l’assassinat de Caligula en 41 qui avait porté Claude au pouvoir, l’armée et plus spécifiquement la garde prétorienne, avait commencé à jouer un rôle important dans le choix des empereurs en faisant fi de l’autorité du Sénat. Sous les dynasties des Flaviens, Antonins et Sévères (69 à 235), les empereurs réussissent à contenir les tentatives de la Garde prétorienne et à gouverner l’empire. Cependant, après l’assassinat de Sévère Alexandre en 235, l’armée réussit à s’imposer, mettant sur le trône les candidats de son choix, quitte à les remplacer dès que ceux-ci ne correspondent plus à ses attentes.
À côté des empereurs légitimes, qui sont reconnus comme tels par l’ensemble de l’armée, se lèvent nombre d’usurpateurs, généraux commandant une ou plusieurs légions dans diverses provinces de l’empire. Cela perdure jusqu’à ce que Dioclétien, pourtant lui-même porté au trône par les légions de Rhétie et de Norique, mette fin à cette période.

## Les usurpateurs (235-268)
Les coups d'État et usurpations se multiplièrent durant cette période. L'auteur anonyme de l'Histoire Auguste fit une chronique sur ceux qu'il nomme les « Trente Tyrans », dont plusieurs sont inventés.
Six empereurs marquent cette première période : Maximin Ier le Thrace (235-238), Gordien III (238-244), Philippe l'Arabe (244-249), Trajan Dèce (249-251), Valérien (253-260) et Gallien (253-268). De nombreux usurpateurs tenteront pendant cette période de s'emparer du pouvoir.

### MaximinIerle Thrace

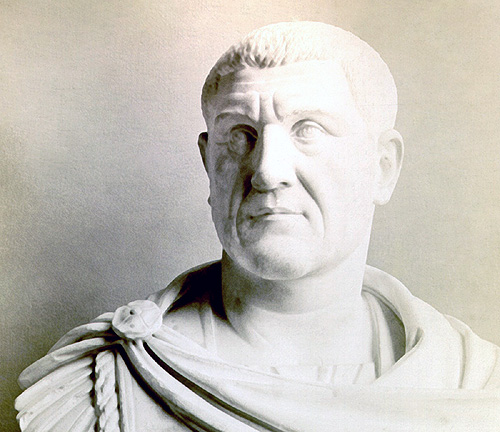
Maximin Ier, dit "le Thrace"

Après l'assassinat de Caracalla en 217 et celui d'Héliogabale en 222 par la garde prétorienne, le successeur de celui-ci, Sévère Alexandre (Marcus Aurelius Severus Alexandre, r. 222-235), devint la victime des tensions grandissantes entre le Conseil impérial dominé par sa grand-mère et sa mère, et les chefs militaires. Opposé à toute politique belliciste engloutissant les recettes de l'État, il préféra, au terme d’une campagne militaire où, après avoir vaincu les Alamans, une paix déshonorante en leur versant un tribut, à une dernière offensive qui aurait assuré la victoire définitive. Furieuses, les troupes se mutinèrent, acclamèrent Maximin le Thrace comme empereur, et assassinèrent l’empereur et sa mère, mettant ainsi fin à la dynastie des Sévères,,,.
Né en Thrace vers 173, Maximin (Gaius Julius Verius Maximinus, r. 235-mi-avril 238) [1] dit « le Thrace » en raison de ses origines, fils d’un paysan goth et d’une mère alane, semi-illettré, s’était enrôlé jeune dans l’armée et était responsable de la formation des recrues de l’armée du Rhin lorsque Sévère Alexandre lança sa campagne contre les Alamans . Jouissant de la confiance des troupes, ce géant à la force peu commune, devenu membre de l’ordre équestre, fut acclamé empereur le 18 mars 235. C’était la première fois que quelqu’un n’appartenant pas à l’ordre sénatorial et n’ayant d’autre expérience que militaire accédait au pouvoir.
Renversant la décision de Sévère Alexandre, Maximin se mit immédiatement à la poursuite des Alamans qu’il harcela pendant trois ans, sans se donner la peine de retourner à Rome faire confirmer son acclamation par le Sénat avec lequel il entretint par la suite des relations tendues ; ce dernier n’acceptant ni le meurtre du dernier empereur, ni les taxes levées par Maximin pour la poursuite de ses guerres. Aussi, lorsqu’une mutinerie éclata en Afrique du Nord et que Gordien fut proclamé empereur, le Sénat prit fait et cause pour ce dernier ,,.

### De GordienIerà Gordien III

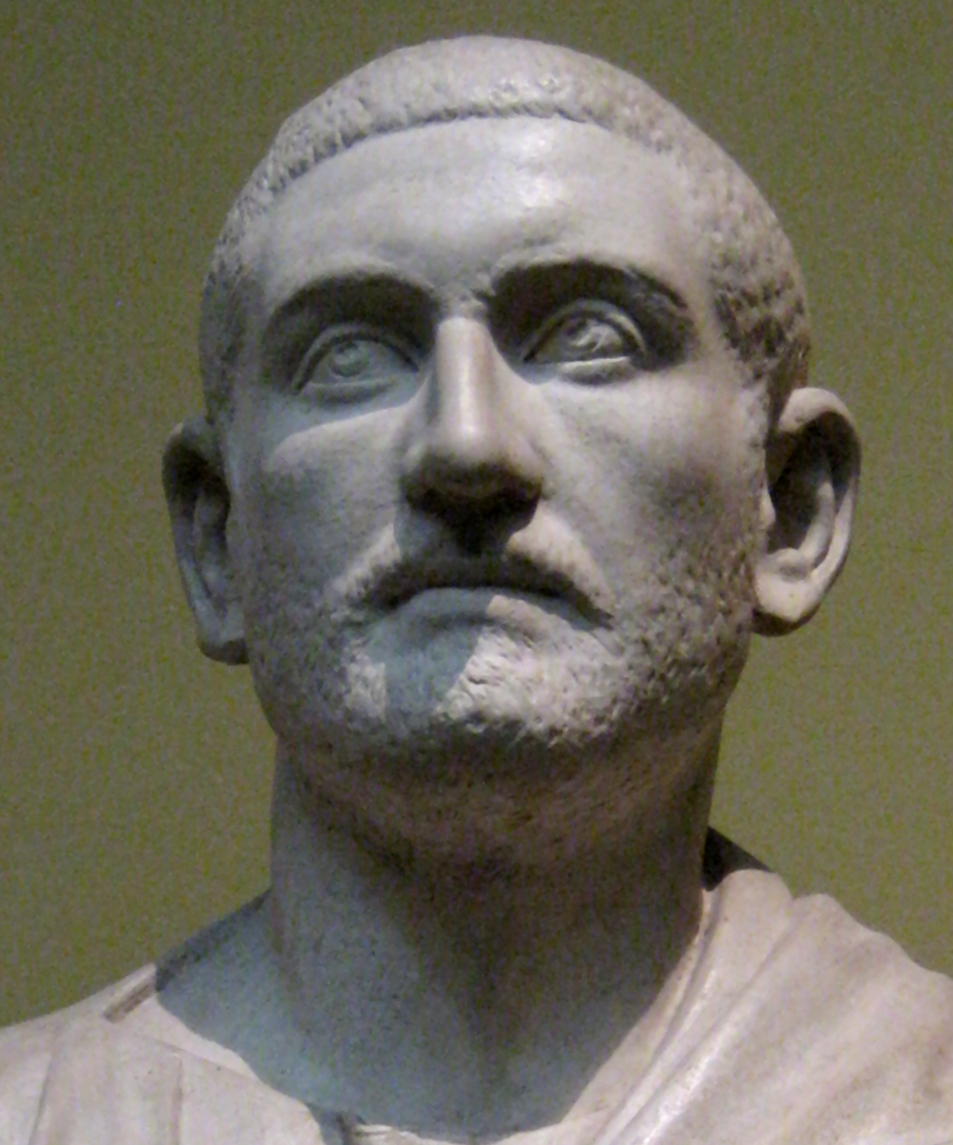
Buste de Gordien Ier

Gordien (Marcus Antonius Gordianus Sempronianus Romanus Africanus, r. janvier 238 [pendant environ 3 semaines]) [2] venait d’une famille équestre et avait fait carrière dans l’administration. Âgé de près de 80 ans, il était proconsul en Afrique du Nord lorsqu’une révolte éclata, dirigée contre le procurateur romain chargé de lever les impôts. Gordien se vit intimer l’ordre par les autorités locales de se déclarer empereur. C’est en vain que celui-ci, prétextant son grand âge, commença par refuser. Un message fut immédiatement envoyé au Sénat en 238, lequel saisit l’occasion et confirma cette nomination en prononçant la déchéance de Maximin déclaré « ennemi de l’État ».
Deux réactions s’ensuivirent. D’une part, Maximin toujours en campagne se hâta de marcher sur Rome, mais fut arrêté devant Aquilée (région du Frioul-Vénétie julienne en Italie) qui résista pendant un mois. Furieux, Maximin accusa ses soldats d’incompétence; outrés, quelques-uns d’entre eux s’introduisirent dans sa tente et assassinèrent l’empereur de même que son fils dont ils envoyèrent les têtes au Sénat. D’autre part, en Afrique du Nord, le légat de la province voisine de Numidie où étaient stationnées les troupes décida de rester fidèle à son collègue Maximin et marcha contre Gordien. Réfugié dans Carthage, celui-ci ordonna à son fils, Gordien II (Marcus Antonius Gordianus Sempronianus Romanus Africanus, r. janvier 238) [3] qu’il avait pris soin de nommer coempereur en raison de son âge de marcher contre la légion alors qu’il ne pouvait compter que sur une milice locale. Dans une bataille hors des murs de Carthage, Gordien II, périt; son père, optant pour la traditionnelle méthode du suicide, se pendit après seulement trois semaines de règne,,.

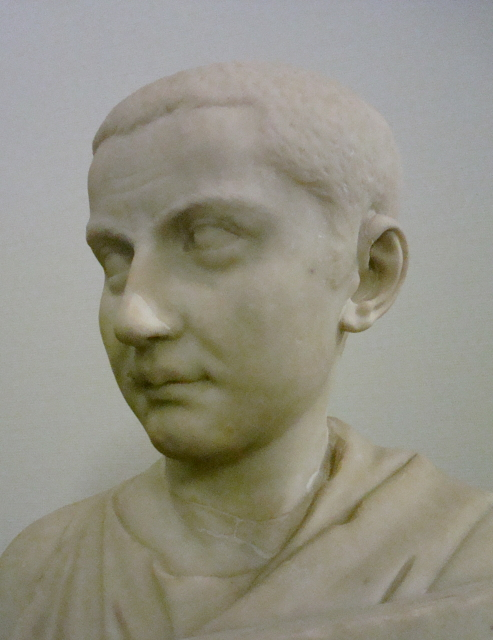
Buste de Gordien III (Musée de Berlin)

Le Sénat crut le moment venu de rétablir son autorité. Il nomma deux des siens à la tête de Rome et de l’Empire. Balbin (Decimus Caelius Calvinus Balbinus, r. avril à mai 238) [4] se vit confier l’administration civile à Rome, alors que Pupien (Marcus Clodius Pupienus Maximus, r. avril à mai 238) [5] qui avait déjà remporté des succès contre les barbares avec ses troupes composées essentiellement de mercenaires germains, reçut comme mission d’arrêter Maximin dans sa marche vers Rome. Pupien put entrer sans encombre dans Aquilée où Maximin venait d’être assassiné et retourner à Rome en triomphateur sans avoir eu à combattre. Toutefois, militaire habitué à commander, il ne put s’entendre avec son collègue et bientôt les deux hommes furent à couteaux tirés. C’est alors que la garde prétorienne, craignant d’être remplacée par les troupes étrangères de Pupien, se révolta et, entrant dans le palais où se disputaient les deux hommes, assassina l’un et l’autre,,.
La nomination de Balbin et Pupien comme empereurs n’avait toutefois guère plu au peuple de Rome, lequel s’était soulevé et exigeait que le petit-fils de Gordien Ier, aussi appelé Gordien, soit nommé coempereur. Les deux empereurs avaient alors envoyé la garde prétorienne contre la foule, mais avaient tout de même nommé Gordien « César ». Le jeune Gordien III (Marcus Antonius Gordianus Pius, r. 238 - 11 février 244) [6] n’avait que 13 ans à son avènement. Sous l’influence de sa parenté et du Sénat, il se hâta en 240 de dissoudre la légion III Augusta qui avait maté la révolte de son grand-père et de son oncle à Carthage, mais dut bientôt faire face à une autre révolte au cours de laquelle le nouveau proconsul d’Afrique, Sabinianus [7], se proclama empereur. Comme dans le cas de Gordien Ier le légat de la province voisine qui disposait de troupes vint mettre fin à l’usurpation et envoya Sabianus prisonnier à Rome.
L’année suivante, le souverain sassanide, Chapour Ier (ou Sapor Ier), envahit la province de Mésopotamie et s'attaqua à la Syrie. Gordien, à la tête d’une imposante armée, se porta à sa rencontre et, dans un premier temps, repoussa les Perses à la bataille de Rhesaina. À Rome, il remplaça l’impopulaire préfet du prétoire, Timésithée, par deux nouveaux préfets : Gaius Julius Priscus et le futur Philippe l'Arabe. Il repartit ensuite pour l’Orient et, en février 244, les forces de Gordien et de Sapor s’affrontèrent à Misiche (aujourd’hui Fallujah en Irak). Gordien y fut mortellement blessé et l’armée romaine mise en déroute,,.
On ignore le rôle véritable que joua Philippe dans la mort de l’empereur. Chose certaine toutefois, il fut acclamé par les troupes sur le champ de bataille et, anxieux de retourner le plus vite possible à Rome, négocia avec Sapor un traité humiliant versant une énorme rançon pour racheter les prisonniers et laissant les mains libres aux Perses en Arménie.

### Philippe l’Arabe

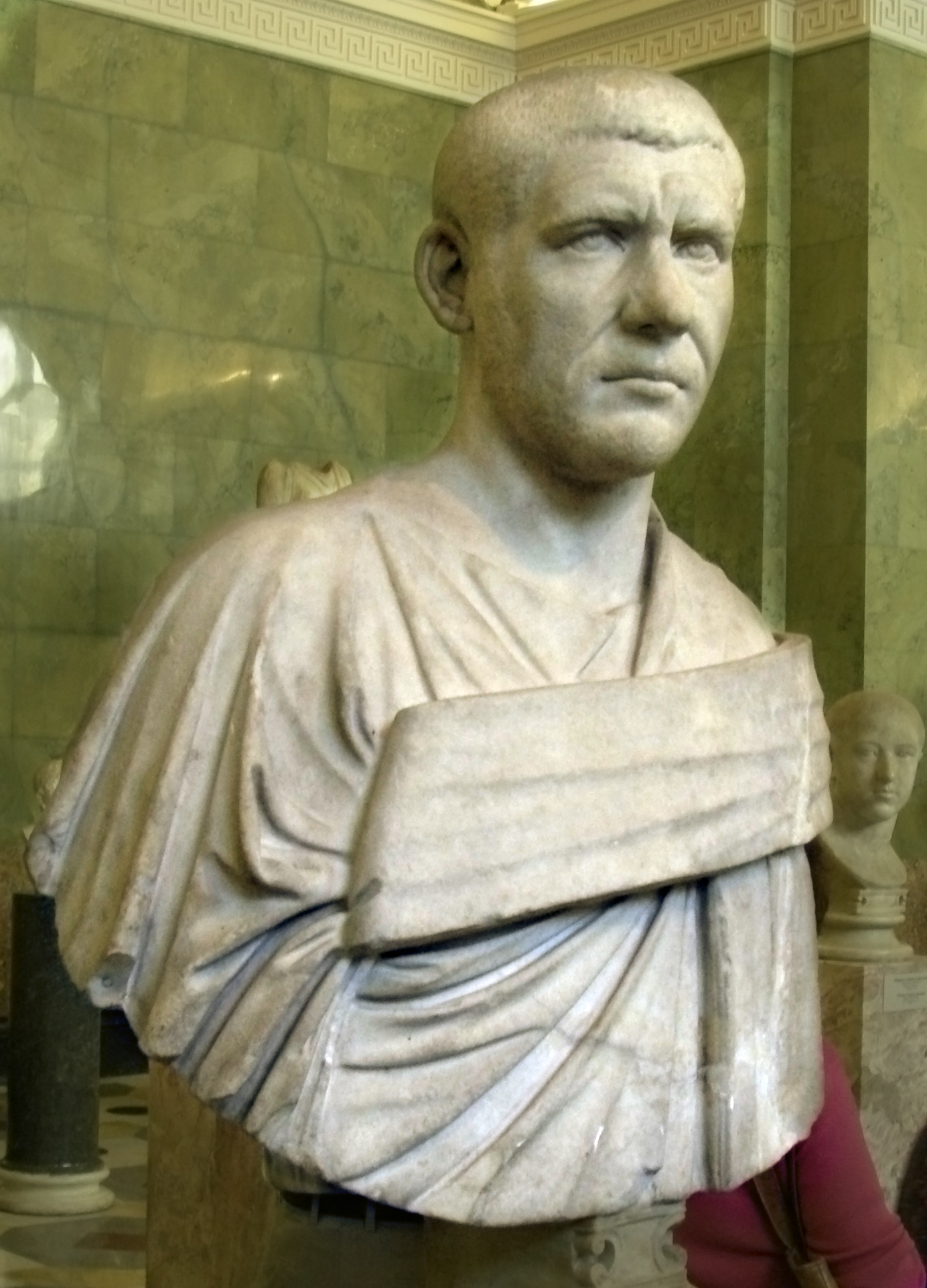
Buste de Philippe Ier, dit l'Arabe (Musée de l'Hermitage)

Philippe (Marcus Iulius Philippus, r. 244-249) [8] était né dans une famille de rang équestre, au sud de Damas dans la province d’Arabie. Après avoir été acclamé par les troupes d’Orient, il revint à Rome faire confirmer sa nomination par le Sénat et recevoir les titres de Parthicus Adiabenicus, Persicus Maximus et Parthicus Maximus. Mais dès 245/246, il dut retourner sur le Danube où sa décision de cesser de payer le tribut promis par Gordien aux Germains avait poussé les Carpes à envahir la Mésie et à piller la péninsule balkanique ; la dynastie arménienne des Arsacides refusait quant à elle de ratifier le traité établi sans son accord entre Rome et les Sassanides. Il réussit toutefois, deux ans plus tard à revenir à Rome pour célébrer avec faste le millénaire de Rome et profiter de ses succès pour faire nommer coempereur son fils âgé de neuf ou dix ans, Philippe II (Marcus Julius Severus, « règne » à côté de son père de 244 à 249) [8] .
Les dépenses somptuaires de l’empereur suscitèrent un vif mécontentement parmi les troupes stationnées sur les limes qui se sentaient négligées et de nombreuses révoltes éclatèrent. Fin 248, les légions de Pannonie et de Mésie proclamèrent empereur Pacatianus (Titus Claudius Marinus Pacatianus, usurpateur 248-249) [9]. Philippe ordonna alors à Dèce, l’un des membres respectés du Sénat, et ancien gouverneur de cette province, d’aller mater la révolte. Celui-ci commença par refuser, mais dut bientôt se rendre à la volonté de l’empereur. En Orient, Julius Gaius Priscus, frère de Philippe et gouverneur de Mésopotamie, fut confronté à l'usurpation de Jotapianus (nom complet inconnu, usurpateur vers 248-249) [10] en Cappadoce. Au moins deux autres rébellions nous sont connues par des monnaies : celles de Silbannacus sur le Rhin et celle de Sponsianus sur le Danube. Même si ces tentatives furent rapidement réprimées, elles témoignaient d’un malaise grandissant au sein de l’empire.
Philippe proposa alors au Sénat d’abdiquer, mais ce dernier refusa. Les troupes de Pannonie et de Mésie se rebellèrent au printemps 249 et acclamèrent Dèce comme empereur l’été suivant. Comme il s’était d’abord plié à la volonté de Philippe, Dèce n’eut d’autre choix que de se plier à celle des troupes et de marcher sur Rome,,.

### Trajan Dèce

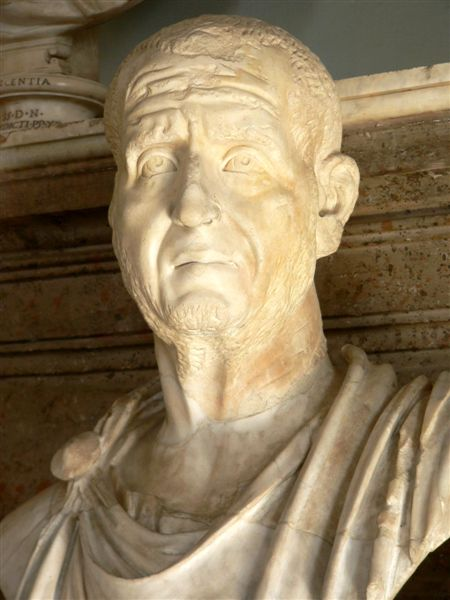
Buste de Trajan Dèce (Musée du Capitole)

L’affrontement eut lieu près de Vérone. Les six légions de Dèce eurent facilement raison des troupes de Philippe, lequel fut contraint de fuir avant d’être assassiné quelques jours plus tard par ses propres soldats pendant qu’à Rome, son fils, Philippe II, subissait le même sort aux mains de la garde prétorienne.
Lors de son retour à Rome, Dèce (Gaius Messius Quintus Trajanus Decius – r. 249 - juin 251) [11], premier d’une longue suite d’empereurs nés dans les Balkans, fut officiellement approuvé par le Sénat et, conscient que l’empire courait à la ruine, prit le nom de Trajan, empereur qui avait été à la fois grand stratège et un administrateur populaire. Tentant de défendre les traditions nationales et la religion d’État, il rétablit le poste de censeur qu’il confia au président du Sénat, Valérien.
Toutefois, il n’eut guère le temps de continuer ses réformes. En 250, le Danube gela et les Goths en profitèrent pour envahir l’empire. Après avoir associé ses deux fils, Herennius (fait coempereur en 251) et Hostilien au pouvoir, Dèce prit la direction des opérations militaires, laissant Rome entre les mains de Valérien. Après avoir vaincu les Carpes en Dacie il se tourna contre les Goths qui approchaient de la ville de Philippopolis en Thrace où le gouverneur et frère de Philippe Ier, Titus Julius Priscus (usurpateur, r. fin-250)[12], voulant se concilier les Goths, s’était autoproclamé empereur. Après avoir subi un violent revers à Beroe Augusta Trajana, Dèce dut se replier et attendre l’arrivée de l’armée du gouverneur de Mésie avant de se retourner à nouveau contre les Goths. Victorieux lors de la bataille d’Abrittus, il eut toutefois la douleur de perdre son fils Herennius atteint par une flèche ennemie. Plutôt que d’accepter l’offre des Goths de se rendre, il décida d’en finir avec eux et se laissa attirer dans la plaine de la Dobroudja où ses légions se trouvèrent prises dans une zone marécageuse. L’empereur lui-même s’y embourba et son corps ne fut jamais retrouvé,,.

### Valérien

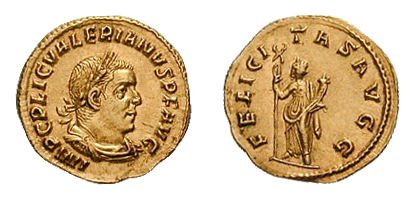
Aureus à l'effigie de Valérien Ier

Les premières défaites de Dèce contre les Goths avaient poussé un sénateur, Julius Valens Lucianus [13], à tenter d’usurper le trône en 251. Cette tentative fut bientôt réprimée par Valérien à qui Dèce avait laissé la charge de Rome.
La mort de Dèce et de son fils Herennius (Quintus Herennius Etruscus Messius Decius, r. mai-juin 251) [14] laissait le trône à son jeune frère, Hostilien (Caius Valens Hostilianus Messius Quintus, r. juin – juillet (?) 251) [15]. Le Sénat accepta de ratifier sa nomination à condition que le gouverneur de Mésie supérieure, Trébonien Galle (Caius Vibius Trebonianus Gallus, r. mi-juin 251-253) [16], qui menait les légions romaines lors de la bataille d’Abrittus soit associé au pouvoir. Galle se hâta d’adopter le jeune Hostilien alors qu’il dirigeait la campagne contre les Goths et nomma son propre fils, Volusien (Caius Vibius Afinius Gallus Vendumnianus Volusianus, r. juin (?) 251- aout (?) 253) [17], césar. Toutefois, la peste se déclara à Rome et Hostilien mourut quelques semaines plus tard, laissant Galle et son fils Volusien devenu coempereur, seuls au pouvoir.

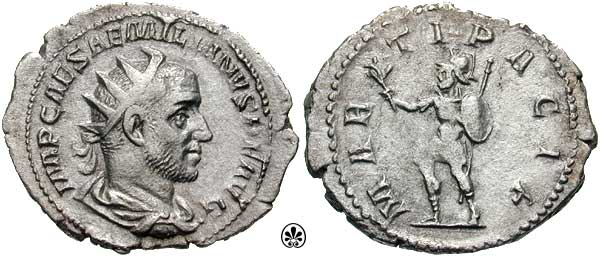
Monnaies à l'effigie d'Émilien.

Galle conclut alors une trêve hâtive et humiliante avec les Goths et revint à Rome s’occuper de la tragique situation créée par la peste. Cette trêve ne dura guère et l’année suivante les Goths envahirent à nouveau l’empire. Ne pouvant quitter Rome, Galle chargea son remplaçant en Mésie, Émilien (Marcus Aemilius Aemilianus, r. juillet/aout 253-septembre/octobre 253) [18], de mettre un terme à cette nouvelle invasion. Celui-ci réussit si bien que ses troupes le proclamèrent empereur. Galle dut alors faire appel à Valérien pour arrêter l’usurpateur qui marchait sur Rome. Mais avant même que Valérien n’ait atteint la Mésie, ses troupes le proclamèrent empereur. Il y avait alors quatre empereurs ou se prétendant tels : Galle et son fils Volusien, Émilien et Valérien.
Au début d'août 253, Émilien fit face à Trébonien et à son fils Volusien à Terni en Ombrie (ou à Interamne selon Aurelius Victor et Eutrope. Trébonien Galle et Volusien furent alors abandonnés par leurs soldats et exécutés. Le Sénat romain reconnut Émilien comme empereur. Toutefois, alors qu’il s’apprêtait à affronter Valérien à Spolète, il fut tué par ses propres soldats, en infériorité numérique, lesquels se rallièrent à Valérien.
Valérien (Publius Licinius Valérianus, r. 253-260) [19] avait près de soixante ans lorsqu’il devint empereur. Il s’associa à son fils Gallien nommé coempereur à qui il confia la défense de la partie occidentale de l’empire, alors que lui-même se chargea de la défense de la partie orientale. Il fit alors de Cologne son quartier général et entreprit de sécuriser le limes danubien.
En 254, après avoir éliminé l’usurpateur Uranus Antoninus, roi-prêtre d’Émesse, qui s’était déclaré empereur après avoir repoussé une attaque perse, Valérien reprit Antioche capturée l’année précédente par Sapor Ier et poursuivit sa lutte contre celui-ci pendant les cinq années suivantes avec des fortunes diverses.
Les années 258-260 furent marquées par diverses tentatives d’usurpation. Dans les Balkans, après la mort du jeune Valérien II, un général du nom d’Ingenuus [21] fut proclamé empereur par ses troupes. Gallien, intervint rapidement et envoya le général Auréolus mettre fin à cette rébellion. En Gaule, Postumus, général romain d’origine gauloise prit le titre d’empereur et décida de défendre à lui seul l’« Empire des Gaules » (Voir sous « Gallien »).
En Orient, Sapor Ier reprit l’offensive. Mais alors que Valérien s’apprêtait à aller défendre Édesse (Şanlıurfa en Turquie), important carrefour reliant l’Arménie, la Mésopotamie et la Syrie, la peste décima les rangs de ses légions et lors d’une bataille entre Carrhes (Harran) et Édesse, il fut fait prisonnier par Sapor. C’était le premier empereur romain à être fait prisonnier par l’ennemi.
Il ne devait jamais revoir Rome. Macrien, gouverneur de Syrie, s’entendit alors avec le préfet du prétoire à Rome et, plutôt que de chercher à faire libérer Valérien, préféra s’autoproclamer auguste (selon l’Histoire Auguste) nommant ses deux fils, Macrien le Jeune et Quiétus, coempereurs. Comme l’avait fait Valérien, Il confia l'Orient à Quiétus et passa avec Macrien le Jeune la Méditerranée pour affronter Gallien. Tous deux en 261 furent battus et tués en Illyrie par Auréolus, général de Gallien,,,,,,,,,,.

### Gallien

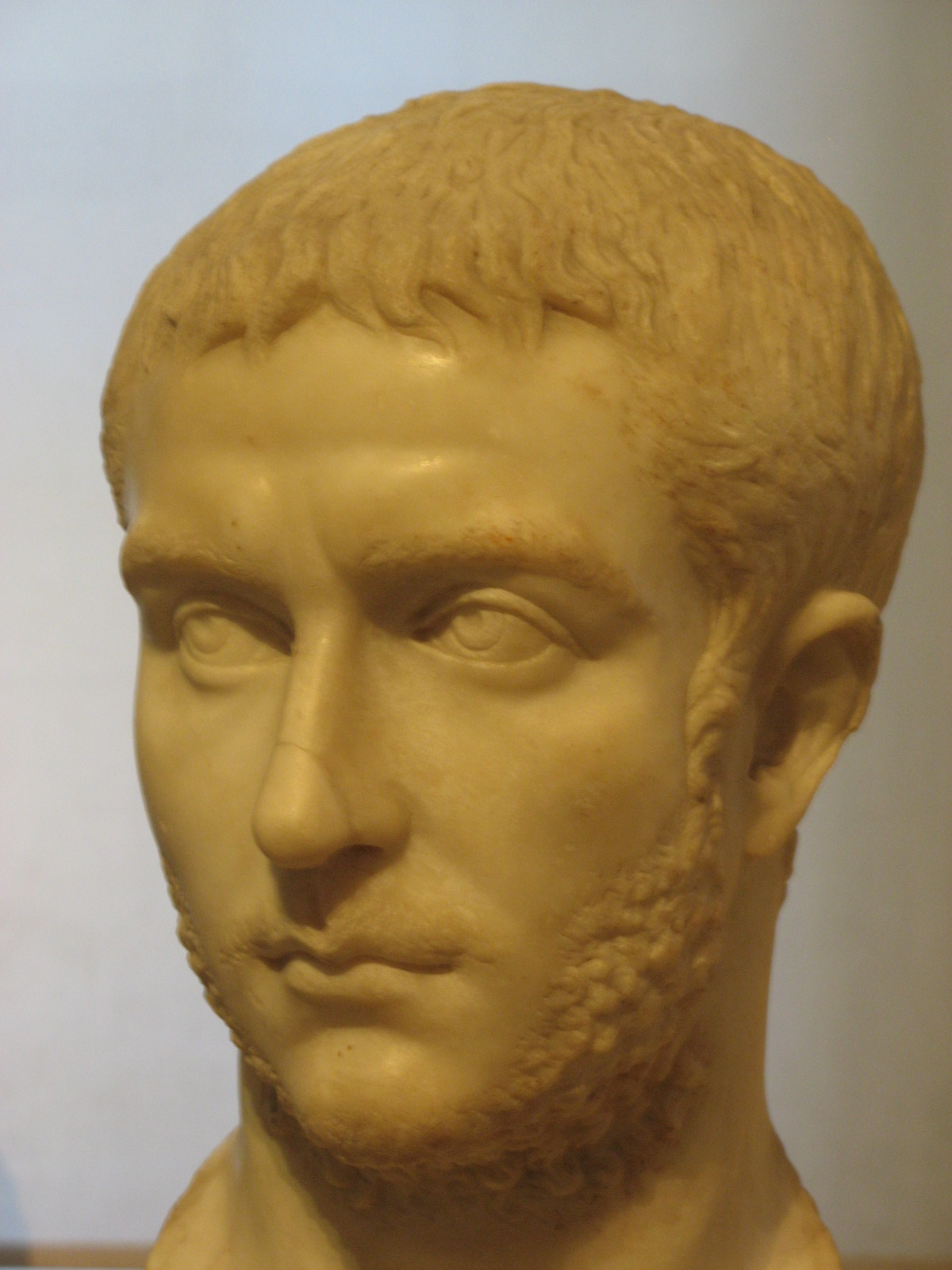
Buste de Gallien (Altes Museum)

Pendant que son père combattait les Perses, Gallien (Publius Licinius Egnatius Gallienus, coempereur 253, règne seul 260 – 268) [20] dut faire face aux invasions des Goths sur toute la longueur du limes, tant sur le Rhin que sur le Danube. Il réussit assez bien à contenir ceux-ci, mais toujours en dégarnissant une partie de la frontière pour faire face aux envahisseurs sur une autre partie.
Aussi, et voyant que Rome n’arrivait plus à protéger adéquatement toutes les parties de l’empire, divers usurpateurs se levèrent dont le but n’était pas tant de faire sécession que de défendre la région de l’empire où ils résidaient.
C’est ainsi que, devant l'incapacité de Salonin (Publius Licinius Cornelius Saloninus Valerianus, césar en 258, exécuté en 260), fils de l'empereur, l’armée du Rhin au lendemain de la désastreuse invasion des Alamans de 259-260, proclama empereur l'un de ses chefs d'origine gauloise, Postume (Marcus Cassianus Latinius Postumus, usurpateur 260-268). Celui-ci établit son autorité sur la Bretagne, l'Espagne et les Germanie inférieure et supérieure, donnant naissance à ce que certains historiens appellent « l’Empire des Gaules » qui se maintient jusqu'en 274.
Après la capture de Valérien, Gallien ne fit rien pour faire libérer son père. En Orient, il préféra s’allier à Odénat, roi de Palmyre (260-266),, riche cité caravanière de Syrie, et réussit à ramener sous le giron romain les provinces conquises par les Perses. Mais si Gallien considérait Odénat comme son lieutenant avec le titre de dux Romanorum, Odénat, lui, avait adopté le titre de Roi des rois et érigé avec sa femme Zénobie ce qui fut appelé le « Royaume de Palmyre ». Odénat fut toutefois assassiné en 266 et sa femme Zénobie, après avoir progressivement pris ses distances de Rome érigea avec son fils Vaballath, le royaume en puissance indépendante.
Outre la « sécession » des Gaules et de Palmyre, Gallien dut faire face à diverses tentatives d’usurpation. Fin 260, le général Régalien [22], envoyé en Pannonie maintenir l’ordre se fit proclamer Auguste. À Éphèse, après leur victoire, les troupes acclamèrent empereurs les deux fils de Macrien (Titus Fulvius Macrianus, avait refusé la pourpre en 260 au profit de ses deux fils) [23], Macrien le Jeune (Titus Fulvius Junius Macrianus, usurpateur 260-261)[24] et Quiétus (Titus Fulvius Junius Quietus, usurpateur 260-261) [25]. En 261, en Égypte, le préfet Mussius Aemilianus [26] profita aussi de la capture de Valérien pour se faire proclamer empereur, pendant qu’en Thessalie, un noble romain, Piso Frugi [27], se fit également acclamer empereur avant d’être éliminé par le proconsul d’Achaïe, Valens.
Pour faire face aux attaques barbares, Gallien décida de réformer l’armée, retirant aux sénateurs le commandement des troupes pour le réserver à des officiers illyriens ou pannoniens expérimentés. Si elle permettait de séparer les carrières administrative et militaire, cette décision devait être lourde de conséquences. En 268, le maître de la cavalerie, Auréolus (Manius Acilius Aureolus, usurpateur 268) [28], envoyé pour mettre fin à l’usurpation des deux fils de Macrien décida à Milan de faire alliance avec Postume et se fit proclamer empereur par ses troupes. Son règne ne devait durer que quelques semaines. Revenant de son expédition sur le Danube contre les Goths, Gallien vint assiéger Milan en 268. Mais alors qu’il était sur le point de prendre la ville, l’empereur fut éliminé par son état-major. Mortellement blessé, il eut toutefois la force de désigner le magister equitum, Claude, comme successeur. Auréole tenta alors de négocier avec Claude qui, bien que lui ayant promis la vie sauve, finit par céder aux instances de ses troupes et le fit exécuter en septembre (?) 268,,,,,,,.

## Les empereurs illyriens
Avec Claude II le Gothique commence la période dite des « empereurs illyriens ». Sept sur neuf des empereurs qui gouvernèrent l'Empire romain entre 268 et 285 viendront de l’Illyrie, province romaine aux frontières changeantes créée en 9 av. J.-C., englobant la Pannonie (elle-même divisée entre Pannonie supérieure et inférieure par la suite), la Dalmatie et la Mésie. Elle était réputée pour ses excellents soldats; y était stationnée la plus importante armée romaine, chargée de veiller sur le Danube (près de 12 légions, soit 130 000 hommes).

### Claude II le Gothique

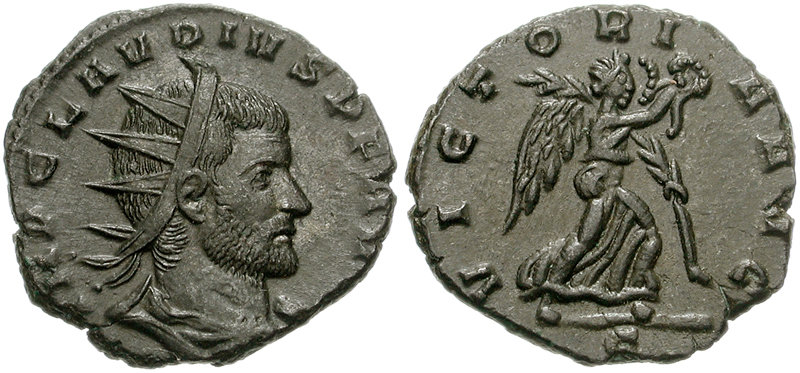
Antoninien frappé à l'effigie de Claude II, dit « le Gothique ».

Le futur Claude II (Marcus Aurelius Claudius, r. 268—270) [29] naquit dans une famille de paysans à Naïssus (aujourd'hui Nish en Serbie) dans la province balkanique de Mésie supérieure. Engagé dans l'armée, il s'éleva progressivement dans la hiérarchie militaire et fut remarqué par l'empereur Gallien dont il devint le chef de cavalerie (magister equitum).
Le siège de Milan en 268 le trouva tribun militaire. On ne sait le rôle qu'il joua dans la conjuration militaire qui destitua Gallien, mais l'empereur, mortellement blessé, le désigna comme successeur. Après avoir écrasé les Alamans qui menaient des incursions en Italie du Nord en 269, il rentra à Rome recevoir la confirmation de son élection par le Sénat. Immédiatement après, il reprit la direction des troupes et marcha sur les Balkans, menacés par une invasion de Goths qui sévissaient dans les provinces danubiennes. Il remporta en 269 à Naïssus, sa ville natale, une victoire qui lui valut son surnom de « le Gothique ». Il lui faudra encore près d'une année pour que les Goths soient refoulés à l'est du Danube.
Ceci fait, il put tenter en 270 de résoudre le problème que posaient encore les deux territoires qui faisaient sécession. En Gaule, Postume, massacré par ses troupes en 269, laissa son « empire des Gaules » à Marius puis à Victorin (assassiné en 271). Palmyre, dirigée par Zénobie sans rompre officiellement avec Rome, étendait sa domination vers l'Égypte, la Syrie et l'Asie Mineure. L'empereur ne devait pas réussir dans cette tâche : le 6 septembre 270, Claude le Gothique s'éteignait à Sirmium (aujourd'hui Sremska Mitrovica en Serbie), victime de l'épidémie de peste qui décimait son armée. Son frère cadet, Quintillus (Marcus Aurelius Claudius Quintillus, r. 17 jours en septembre 270) [30], qui avait reçu la mission de défendre l'Italie du nord et qui était alors à Rome, fut proclamé empereur par le Sénat mais l'armée du Danube lui préféra Aurélien et imposa son choix au Sénat. Se sentant abandonné par ses soldats, Quintillus se suicida ou bien fut assassiné par eux fin-septembre 270,,,,,.

### Aurélien

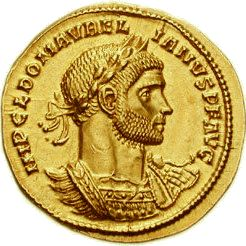
Aureus à l'effigie d'Aurélien.

Né le 9 septembre 214 dans la région de Sirmium ou en Mésie dans une famille de condition modeste, Aurélien (Lucius Domitius Aurelianus, 270 – 275) [31] s'engagea très jeune dans l'armée romaine dont il gravit progressivement les échelons. Ayant appuyé la décision de ses collègues de renverser Gallien, il devint magister equitum en remplacement de Claude élu empereur par les troupes.
Il accompagne Claude dans sa campagne contre les Goths, lorsque celui-ci meurt de la peste. Acclamé par ses troupes, il retourne à Rome recevoir l'approbation du Sénat et s'attaque immédiatement à la consolidation d'un empire vacillant. En Italie, après avoir vaincu les troupes de Quintillus qui avait mission de défendre l'Italie du nord, il commence par construire une nouvelle enceinte (le mur d'Aurélien) autour de Rome avant d'affronter en 271 les Marcomans et les Juthunges qui ravageaient la Rhétie et menaçaient l'Italie du nord. Défait une première fois à Plaisance, il réussit à les battre définitivement lors de la bataille de Pavie.
Puis il reprend la tâche que s'était donnée Claude de réunifier l'empire. En 271, la reine de Palmyre, Zénobie, qui contrôlait tout le territoire entre l'Égypte et l'Asie mineure, prend le titre d’Augusta, et son fils Vahballat celui d’Auguste, rompant ainsi les derniers liens avec Rome. Aurélien mène campagne contre eux de 271 à 273 en Syrie et en Égypte, les bat à Antioche et à Emèse. Palmyre est mise à sac, Zénobie et son fils capturés.
Comme ses prédécesseurs, il doit faire face à diverses tentatives d'usurpation : en 271-272, le général Septimius est proclamé empereur en Dalmatie par ses soldats, lesquels se retournent contre lui peu après et l'assassinent. En 273, un général d'origine syrienne, Firmus, tente un soulèvement en Égypte après la défaite de Zénobie, ce qui aurait eu pour effet d'affamer Rome dont elle était le grenier. Aurélien se rend immédiatement à Alexandrie, assiège celui-ci et finalement le condamne à être crucifié.
Aurélien put alors se tourner vers la Gaule en 274. L'empire des Gaules spontanément créé pour défendre la frontière du Rhin n'avait plus de raison d'être. Son empereur Tetricus Ier et son fils, le césar Tetricus II, capitulèrent après un semblant de résistance près de Châlons-en-Champagne.
En 274, Aurélien put célébrer un triomphe à Rome, où figuraient les captifs vaincus, dont Zénobie et son fils, ainsi que Tetricus. Après cette démonstration de soumission, ces derniers furent traités avec clémence : Zénobie et son fils auraient vécu à Tibur où l'ancienne reine aurait épousé un sénateur romain. Tetricus pour sa part devint sénateur et administrateur en Italie. À leur façon, ils avaient défendu Rome face aux Perses et aux Germains. L'empire étant réunifié, Aurélien reçut à l'automne 274 le titre de « Restaurateur du monde » (Restorator Orbis).
L'empereur put alors consacrer tout son temps à la gestion de l'empire. L'or rapporté de Palmyre et les mines d'Hispanie et de Bretagne lui permirent de stabiliser l'économie en créant une nouvelle monnaie de bronze, l’aurelianus, utilisé jusqu'à la réforme de Dioclétien. Sur le plan religieux, il institutionnalisa le culte solaire de Sol Invictus, auquel il s'identifiait et prit le titre de deus et dominus natus (Né Dieu et Seigneur).
Deux provinces restaient à récupérer. En 275, il prit la décision d'abandonner la Dacie, province excentrique au-delà du Danube, pour porter ses efforts sur la conquête de la Mésopotamie afin de venger Valérien Ier qui y avait été vaincu par les Perses.
Toutefois ce style de gouvernement personnel et surtout la sévérité avec laquelle tout manquement était puni ne faisaient pas que des heureux. Alors qu'Aurélien débutait sa campagne contre les Perses, Eros Mnesteus, son secrétaire particulier, craignant pour sa vie, dressa une liste d'officiers seniors promis à l'exécution qu'il fit circuler parmi les prétoriens. Ceux-ci décidèrent de passer immédiatement à l'action et assassinèrent l'empereur après cinq ans de règne,,.

### TacitusetFlorien

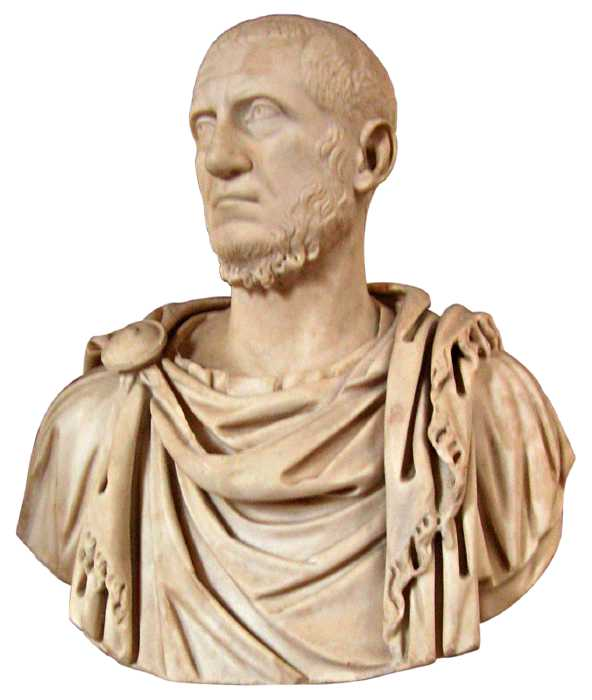
Buste antique de l'empereur Marcus Claudius Tacite.

Pendant deux mois, l'armée chercha en vain un successeur parmi ses membres. En désespoir de cause, elle se tourna vers le Sénat qui offrit le trône à son président, probablement un ancien militaire à la retraite, Tacite (Marcus Claudius Tacitus, nov. 275 – juin/juil. 276) [32] dont le premier geste fut de diviniser son prédécesseur et de faire exécuter ses meurtriers.
Malgré son grand âge (il devait avoir alors environ soixante-quinze ans), Tacite dut bientôt revêtir l'uniforme militaire pour se rendre en Asie Mineure, attaquée par les Goths de la mer Noire, qui avaient atteint la Cilicie. Il nomma alors le général Probus commandant de l'armée d'Orient (dux Orientis) pour assurer la protection de la Syrie et de l'Égypte et laissa l'administration de Rome au préfet du prétoire, Florien, probablement un de ses parents. Les Goths furent rapidement vaincus, mais alors que l'empereur se tournait vers la Gaule aux prises avec une invasion franque et alamane, il fut pris de fièvre et décéda à Tarse ou à Tyane (Cappadoce), en juin 276.

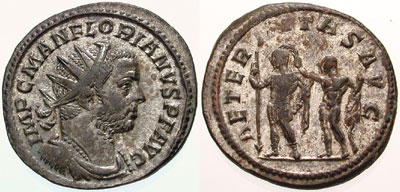
Antoninien de Florien.

Apprenant la mort de Tacite, Florien (Marcus Annius Florianus, juil (?) – sept (?) 276) [33] se proclama empereur sans demander l'avis du Sénat et de l'armée. Toutefois, si les légions d'Occident l'acceptèrent, celles d'Orient lui préférèrent Probus. La rencontre entre les deux prétendants et leurs armées devait avoir lieu à Tarse en Cilicie vers septembre 276. Toutefois, les soldats de Florien, Européens peu habitués au climat de la région, refusèrent la bataille et transférèrent leur allégeance à Probus après avoir assassiné Florien,,,,,.

### Probus

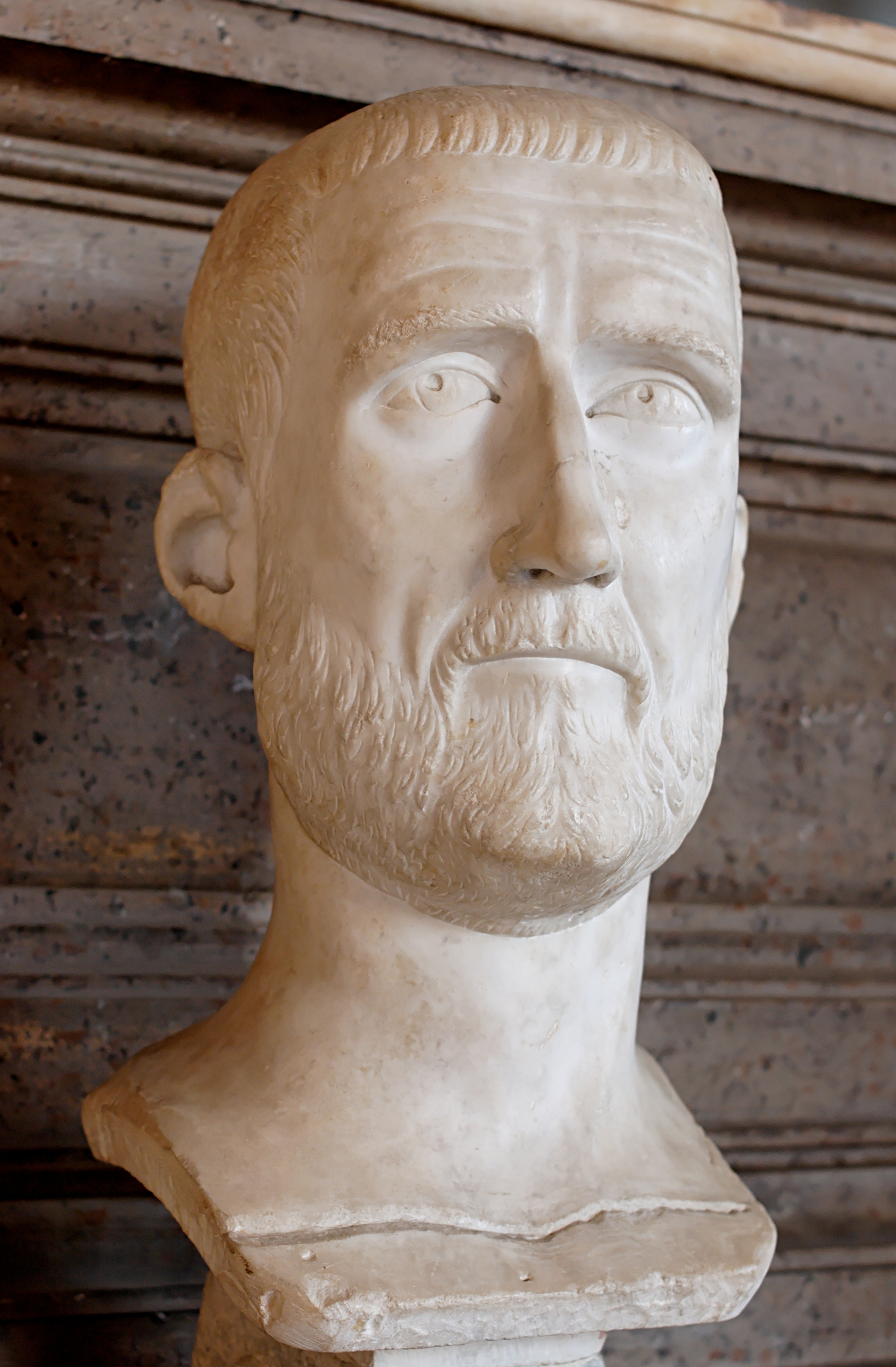
Buste de Probus (Musée du Capitole).

Probus (Marcus Aurelius Probus, r. juil (?) 267-282) [34], le dernier empereur venant de Pannonie est né à Sirmium. Militaire de carrière, il commandait l'armée d'Orient lorsque Florien fut assassiné. Son premier geste fut d'inviter les meurtriers de ce dernier à un banquet au cours duquel il les fit massacrer. Les deux années suivantes furent consacrées à mettre fin aux invasions des Francs et des Alamans en Gaule. Puis, en 277 et 278, Probus poursuivit l'intervention romaine au-delà du Rhin, et récupéra les Champs Décumates (saillant stratégique entre le Rhin et le Danube) perdus en 268 sous Gallien. Il continua pendant les deux années suivantes ses campagnes victorieuses en Rhétie contre les Vandales et les Burgondes et en Thrace contre les bandes Sarmates pendant que d'autres troupes ramenaient l’ordre en Isaurie et en Égypte. Il prit alors le titre de « Restaurateur de l'Illyrie » (Restorator Illurici).
Trois tentatives d'usurpation eurent lieu en 280/281 : Saturninus en Orient ; Proculus et Bonosus en Gaule. Ces trois tentatives furent rapidement maitrisées, laissant à Probus la possibilité de prendre diverses mesures pour améliorer l'économie et assurer la stabilité de l'empire.
En 281, il put célébrer à Rome des Jeux qui marquaient son triomphe de façon spectaculaire.
L'année suivante, il reprit le projet d'Aurélien et partit en campagne contre les Perses pour conquérir l'Arménie et la Mésopotamie, terrain de lutte perpétuelle entre les deux empires. Laissant la défense de l'Occident au préfet du prétoire Carus, il établit son camp à Sirmium (Pannonie), endroit de sa naissance.
Soucieux d'intérêt public, il confia aux militaires diverses tâches comme l'assèchement des marais, la participation aux travaux agricoles, la construction de routes, toutes tâches jugées comme serviles et indignes d'être accomplies par les soldats. Aussi, après avoir été houspillés un jour par l'empereur pour leur manque de diligence, ceux-ci se soulevèrent et l'assassinèrent,,.

### Carus

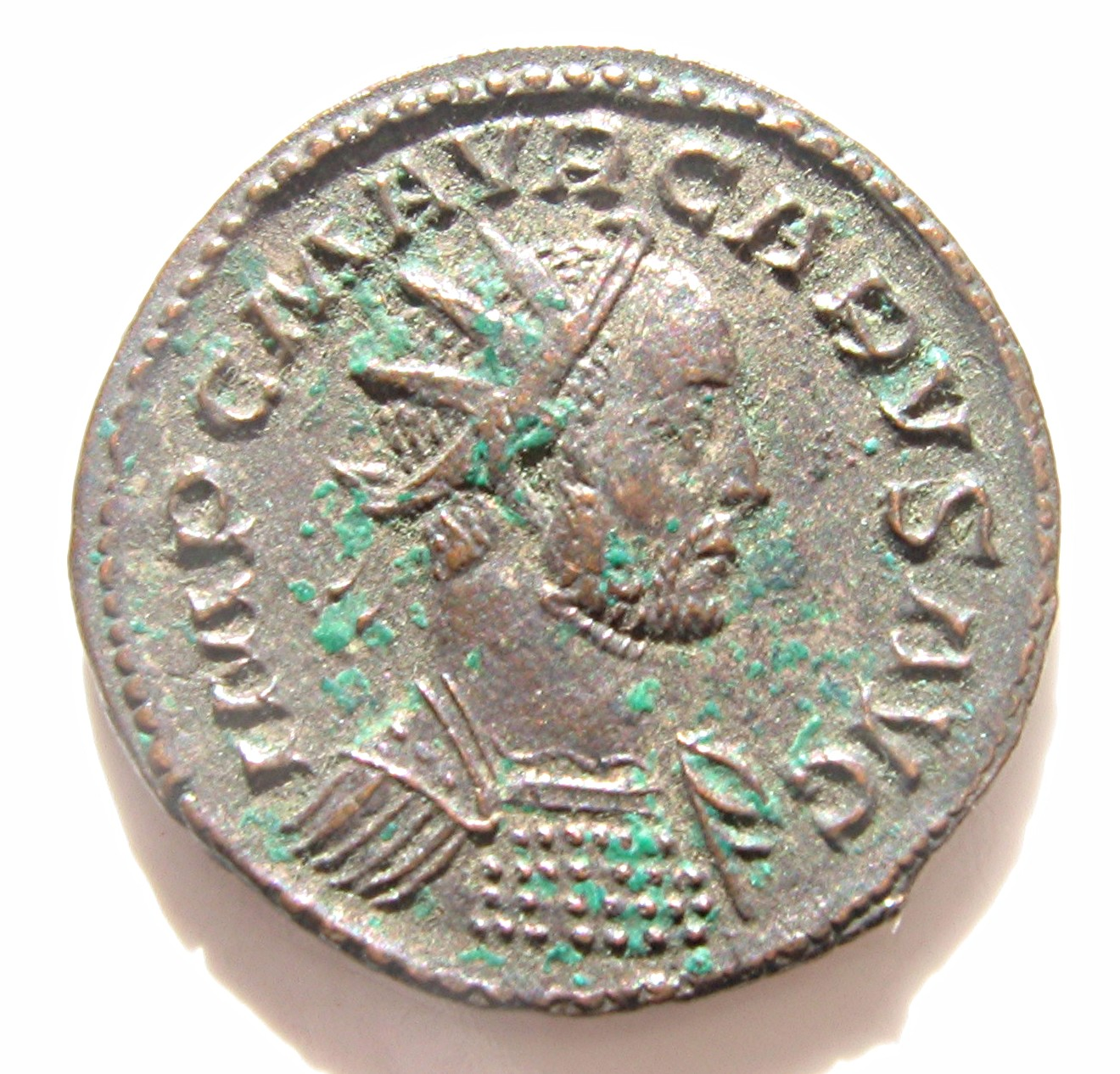
Antoninien à l'effigie de Carus.

Lors de sa campagne contre les Perses, Probus avait fait l'erreur d'annoncer que des légions seraient dissoutes après le retour de la paix dans l'empire. Il n'en fallait pas moins pour que les légionnaires stationnés en Rhétie et en Norique se soulèvent et acclament leur propre général, Carus, comme empereur. Militaire de carrière et sénateur, Carus (Marcus Aurelius Carus, r. 282 – juil./aout 283) [35] était né à Narbo en Gaule et fut donc le premier de ce groupe d'empereurs à ne pas être originaire d'Illyrie. Les troupes de Pannonie, après avoir assassiné Probus, se rangèrent à ses côtés.
Lors de son avènement, il se borna à en informer le Sénat et accorda aussitôt le titre d'Auguste à son fils ainé Carin et de César à son deuxième fils, Numérien ; le partage de la défense de l'empire tendait ainsi à s'imposer. Laissant le gouvernement de l'Occident à son fils Carin, Carus partit pour l'Orient avec Numérien et Arrius Aper, préfet du prétoire dont la fille avait épousé Numérien. Il battit les Sarmates à son passage en Pannonie, et entama la campagne que Probus avait préparée contre les Perses, affaiblis depuis la mort de leur roi Sapor Ier. La campagne fut couronnée de succès et les légions romaines s'enfoncèrent au sein de l'Empire perse, saccageant Séleucie et Ctésiphon, principales villes perses. Carus devint ainsi le premier empereur depuis Trajan à étendre l'empire au-delà du Tigre.
Ce succès devait toutefois être de courte durée et l'année suivante, en 283, Carus déjà malade mourut, frappé par la foudre ; la rumeur voudra que les dieux, outrés de le voir aller si loin, auraient ainsi puni son audace. D'autres auteurs verront dans cette mort subite la main d'Aper ou de Dioclétien, commandant la garde impériale. Découragées, les troupes refusant d'aller plus loin, exigèrent de retourner en territoire romain après avoir acclamé Numérien comme empereur,,.

### Numérien

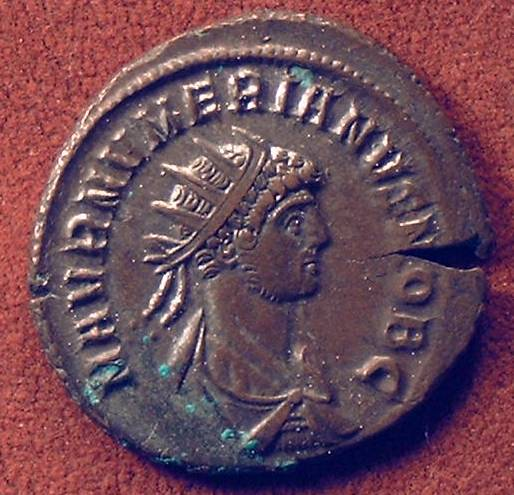
Antoninien de Numérien.

Dans la trentaine au moment de son acclamation, Numérien (Marcus Aurelius Numerius Numerianus, r. juil./aout 283- nov. 284) [36] organisa immédiatement le retour vers la Syrie romaine. Souffrant d’une grave maladie oculaire, il mourut en cours de route. Son beau-père, le préfet du prétoire Arrius Aper, tenta de cacher cette mort pendant plusieurs jours, expliquant que Numérien ne pouvait supporter la lumière du jour. La supercherie fut découverte à Héraclée du Pont (Bythinie) et Arrius Aper mis en accusation pendant que les soldats proclamaient empereur le commandant de la garde impériale, Dioclétien, lequel, sans attendre l’issue du procès, poignarda Aper,,.

### Carin

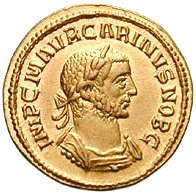
Aureus de Carin.

La mort de Carus avait laissé son fils aîné, Carin (Marcus Aurelius Carinus, r. juil./août 283 – août/sept. 285)[37], seul empereur légitime. Après avoir défait près de Vérone (ou en Illyrie selon certaines sources) l’usurpateur Julianus [38] qui s’occupait de l’administration de l’Italie du nord et de la Pannonie, porté au pouvoir par une révolte populaire, Carin se dirigea à la rencontre de Dioclétien, lequel après la mort de Numérien et d’Aper avait pris le commandement de l’armée d’Orient. L’affrontement entre les deux armées eut lieu en Mésie (bataille du Margus), en mars 285. Carin était à la veille de l’emporter lorsque, selon certaines sources, il aurait été poignardé par l’un de ses officiers dont il aurait séduit la femme. Il est plus plausible toutefois qu’il ait été trahi par son préfet du prétoire, Aristobule, qui serait passé dans le camp de Dioclétien.

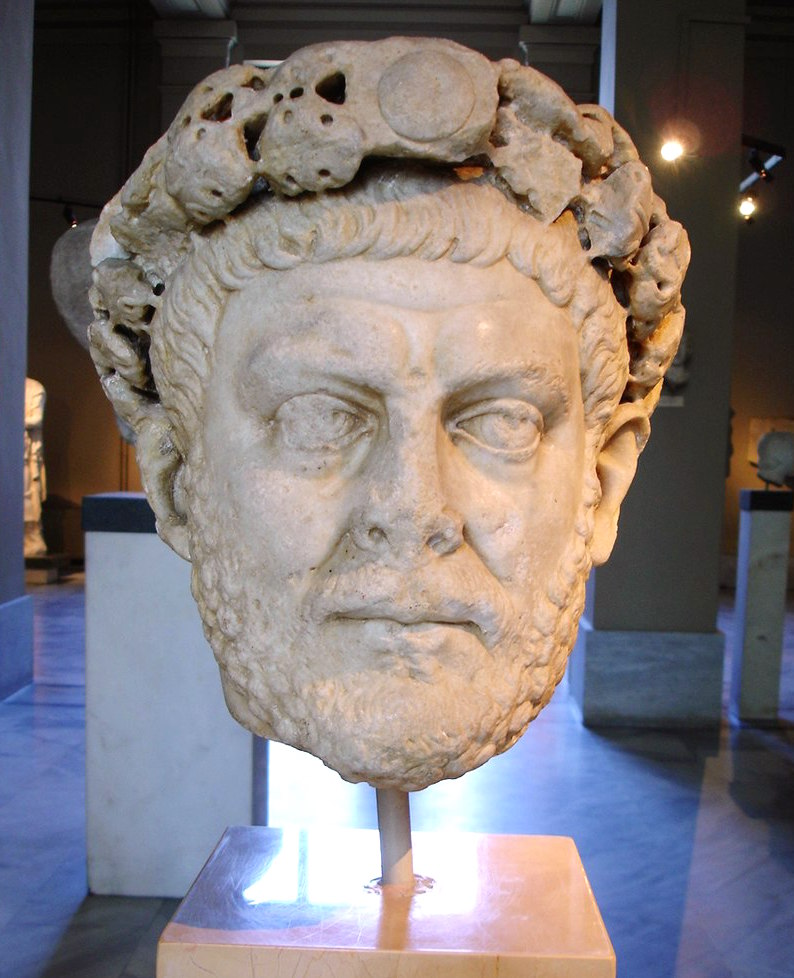
Dioclétien mettra fin à l'anarchie militaire en créant la « tétrarchie » (Musée archéologique d'Istanbul).

Dioclétien (Caius Aurelius Valerius Diocletianus, r. 285 – 305) [39] devint alors le seul maître de l’Empire romain. Les premières années de son règne furent consacrées à mettre en place une institution permettant de protéger la fonction impériale contre quiconque avait à sa disposition une force armée.
Dans ce but, il sépara d'abord autant que possible le pouvoir civil du pouvoir militaire ; il réduisit le rôle politique du Sénat en créant de nouvelles capitales (Trèves, Milan, Nicomédie, Antioche) ; il renforça le pouvoir impérial en faisant de l'empereur non plus le princeps (premier parmi les sénateurs), mais le dominus (maitre).
Reprenant la formule pratiquée par les derniers empereurs partageant la défense de l'empire entre Orient et Occident, il la compléta en nommant dans un premier temps le général Maximien (Marcus Aurelius Valerius Maximianus), également originaire d'Illyrie, coempereur le 1er avril 286. Puis constatant que cette « dyarchie » ne suffisait pas à la tâche, chaque Auguste s'adjoignit en mars 293 un césar avec pouvoir de succession : Constance Ier, dit Constance Chlore comme adjoint de Dioclétien, et Galère (Caius Galerius Valerius Maximianus) comme adjoint de Maximien. L'éphémère « tétrarchie » créée pour mettre fin à l’anarchie militaire du IIIe siècle était née,,.

## Tableau chronologique
| Période de règne                         | Empereur(s)                                   | Remarques |
| ---------------------------------------- | --------------------------------------------- | --- |
| février/mars 235 à mars/avril 238        | [1] Maximin Ier le Thrace                     | Acclamé empereur par ses troupes en Germanie supérieure puis tué au cours d'une mutinerie à Aquilée                                                                    |
| début 238                                | [2] Gordien I                                 | Acclamé coempereur avec son fils Gordien II par les habitants de Thysdrus en province d'Afrique ; se suicide après sa défaite contre le légat de Numidie               |
| janvier/mars ? 238 à janvier/avril ? 238 | [3] Gordien II                                | Fils et coempereur de Gordien I ; tué dans la bataille contre le légat de Numidie                                                                                      |
| avril à juillet 238                      | [4] Pupien et [5] Balbin                      | Sénateurs élus coempereurs par le sénat romain ; assassinés par les Prétoriens                                                                                         |
| mai 238 à février 244                    | [6] Gordien III                               | Élu par le sénat romain ; mortellement blessé dans une bataille contre les Perses sous Sapor Ier, soit de la main des Perses, soit de celle de son successeur.         |
| 240                                      | [7] Sabinien                                  | Autoproclamé empereur dans la province d'Afrique ; vaincu dans une bataille par le légat de la province voisine.                                                       |
| février 244 à septembre/octobre 249      | [8] Philippe l'Arabe et Philippe II, son fils | Acclamé par ses troupes, Philippe sera tué par les légionnaires de Dèce, son jeune fils par les Prétoriens.                                                            |
| 248                                      | [9] Pacatianus                                | Autoproclamé empereur ; assassiné par ses propres soldats. |
| 248                                      | [10] Jotapien                                 | Usurpateur ; vaincu par J.G. Priscus |
| 249 à juin 251                           | [11] Dèce                                     | Proclamé empereur par les armées du Danube ; tué dans une bataille contre les Goths                                                                                    |
| 249                                      | [12] Lucius Priscus                           | Autoproclamé empereur avec l'appui des Goths ; vaincu par Dèce |
| 250                                      | [13] Julius Valens Licinianus                 | Usurpateur autoproclamé à Rome ; exécuté sur ordre du Sénat |
| début 251 au 1er juillet 251             | [14] Herennius Etruscus                       | Coempereur avec son père Decius. Tué dans une bataille contre les Goths.                                                                                               |
| 251                                      | [15] Hostilien                                | Successeur de Dèce, nomination ratifiée par le Sénat ; décède peu après lors d’une épidémie de peste.                                                                  |
| juin 251 à août 253                      | [16] Trebonianus Gallus                       | Proclamé empereur par l'armée après la mort de Decius et de Herennius Etruscus; coempereur avec son fils Volusien ; assassiné, avec son fils, par ses propres soldats. |
| juillet 251 à août 253                   | [17] Volusien                                 | Coempereur avec son père Trebonianus Gallus ; assassiné, avec son père, par ses propres soldats.                                                                       |
| août 253 à octobre 253                   | [18] Émilien                                  | Proclamé empereur par les soldats de l'armée du Danube ; assassiné par eux                                                                                             |
| 253                                      | Silbannacus                                   | Usurpateur uniquement connu par des monnaies |
| 253 à juin 260                           | [19] Valérien                                 | Proclamé empereur par l'armée du Rhin, seul empereur après l'élimination d'Émilien ; part en guerre contre les Perses et capturé par eux, il meurt en captivité.       |
| 253 à septembre 268                      | [20] Gallien                                  | Coempereur avec Valérien de 253 à 260, puis seul de 260 à 268 ; assassiné par son état-major                                                                           |
| 258 ou juin 260                          | [21] Ingenuus                                 | Usurpateur en Pannonie ; défait par Auréole, général de Gallien |
| 260                                      | [22] Régalien                                 | Usurpateur ; éliminé par des barbares qui franchissent le Danube après la défaite de Valérien                                                                          |
| 260 à 261                                | [23] Macrien                                  | Général ou haut fonctionnaire proclamé empereur en Syrie ; refuse la pourpre au profit de ses deux fils ; défait par Auréole, général de Gallien                       |
| 260 à 261                                | [24] Macrien le Jeune                         | Fils du précédent; usurpateur acclamé par les troupes de son père ; meurt avec son père                                                                                |
| 260 à 261                                | [25] Quiétus                                  | Frère du précédent ; usurpateur proclamé empereur après la mort de son frère                                                                                           |
| 261 à 264                                | [27] Pison                                    | Usurpateur dont l'existence historique est douteuse ; éliminé par un autre usurpateur, Valens, proconsul d’Achaïe                                                      |
| 261 à 261 ou 262                         | [26] Mussius Aemilianus                       | Usurpateur en Égypte qui profite de la capture de Valérien pour se proclamer empereur ; étranglé sur ordre de Gallien                                                  |
| 268                                      | [28] Auréolus                                 | Usurpateur proclamé empereur par ses troupes à Milan ; exécuté par Claude II                                                                                           |
| 268 à 270                                | [29] Claude II le Gothique                    | Désigné par Gallien comme son successeur ; meurt de la peste de Cyprien (probablement) en Serbie                                                                       |
| sept. 270                                | [30] Quintillus                               | Proclamé empereur par le Sénat ; abandonné par ses troupes, il se suicida ou fut assassiné par ses troupes                                                             |
| 270 à 275                                | [31] Aurélien                                 | Proclamé empereur par l'armée du Danube, ratifié par le Sénat ; assassiné par les Prétoriens                                                                           |
| 275 à 276                                | [32] Tacite                                   | Élu par le Sénat ; meurt de fièvre après une campagne contre les Goths                                                                                                 |
| juil-sept 276                            | [33] Florien                                  | Autoproclamé empereur ; défait par son rival Probus |
| 276 à 282                                | [34] Probus                                   | Acclamé par les légions d'Orient ; assassiné par les troupes |
| 282 à 283                                | [35] Carus                                    | Acclamé par les troupes qui ont assassiné Probus ; meurt frappé par la foudre (?) sur le territoire perse                                                              |
| 283 à 284                                | [36] Numérien                                 | Acclamé par les troupes qui ont assassiné Carus ; assassiné par Dioclétien                                                                                             |
| juil-aout 283                            | [37] Carin                                    | Successeur légitime de Carus ; meurt assassiné alors qu'il devait affronter Dioclétien                                                                                 |
| fin 284-285                              | [38] Julianus                                 | Usurpateur en Pannonie profitant de la mort de Carus ou Numérien pour se proclamer empereur ; étranglé par Carin après sa défaite en Italie.                           |
| 285 à 305                                | [39] Dioclétien                               | Resté seul maitre à la mort de Numérien et de Carin ; inaugure la tétrarchie et met fin à l'Anarchie militaire.                                                        |

### Sources primaires
- Ammien Marcellin. Histoire de Rome
- Aurelius Victor. Epitomé
- Aurelius Victor. Livre des Césars
- Cyprien de Carthage. Œuvres complètes
- Eutrope. Abrégé de l’Histoire romaine
- Hérodien. Histoire romaine
- Histoire Auguste, Ecrivains de l’Histoire Auguste
- Lactantius. De la mort des persécuteurs
- Sidoine Appolinaire. Opera Omnia
- Zonaras et Zozime. Histoire romaine.

Bon nombre de ces textes sont disponibles en ligne sur le site de Philippe Remacle, Philippe Renault, François-Dominique Fournier, J. P. Murcia, Thierry Vebr, Caroline Carrat, intitulé : L'antiquité grecque et latine du Moyen Âge, URL : http://remacle.org.

### Sources secondaires anciennes
- Gibbon, Edward. Histoire du déclin et de la chute de l’Empire romain. Paris, Laffont, 1984.
- Montesquieu, Charles de. Considérations sur les causes de la grandeur des Romains et de leur décadence et Réflexions sur la monarchie universelle en Europe. Paris, Gallimard, 2008.
- Mommsen, Théodore. Histoire romaine, 2 volumes. Paris, Ed. Robert Laffont, 1985.

### Sources secondaires contemporaines
- (en) Adkins, Lesley & Roy A. Adkins. Handbook to Life in Ancient Rome. New York, Oxford, Oxford University Press, 1994.  (ISBN 978-0-195-12332-6).
- (en) Bowman, A.K., P. Garnsey, A. Cameron (dir). The Cambridge Ancient History, 2e édition, XII, “The Crisis of the Empire”, A.D. 193-337. Cambridge, 2005.
- (en) Bunson, Matthew. Encyclopedia of the Roman Empire. New York, Facts on File, 1994.  (ISBN 0-8160-2135-X).
- Carrié, Jean-Michel et Aline Rousselle, L'Empire romain en mutation : des Sévères à Constantin, 192-337, Paris, Éditions du Seuil, 1999,  (ISBN 2-02-025819-6).
- Christol, Michel. L’Empire romain du IIIe siècle, 129-325 apr. J.-C. Paris, éd. Errance, 2006.
- (en) Blois, L. de. « The Crisis of the Third Century A.D. in the Roman Empire : a Modern Myth? dans L. de Blois, J. Rich (dir.), The Transformation of Economic Life under the Roman Empire. Amsterdam, 2002.
- (en) Harl, Kenneth Wayne. Political attitudes of Rome's eastern provinces in the third century A.D. (Thèse PhD, 1978), Michigan, Ann Harbour University, 2005.
- Jerphagnon, Lucien. Les divins Césars, Idéologie et pouvoir dans la Rome impériale. Paris, Hachette, 2009.
- Loriot, Xavier et Daniel Nony, La crise de l'empire romain, 235–285, Paris, Armand Colin, 1997, 304 p.  (ISBN 2-200-21677-7).
- Martin, Jean-Pierre. Histoire romaine, Le Haut-Empire, Collection U, 2006.
- Meuleau, Maurice. Le Monde antique, vol. II. Paris, Bordas, 1976.
- Modéran, Yves. L'Empire romain tardif, 235-395. Paris, Ellipse, 2006.  (ISBN 978-2-729-82884-4).
- Morin, Georges-André. La Fin de l’Empire romain d’Occident, 375-476. Monaco, Ed. du Rocher, 2007.
- Petit, Paul. Histoire générale de l’Empire romain. Paris, Seuil, 1974.
- Quet, Marie-Henriette (dir.). La « crise » de l’Empire romain, de Marc Aurèle à Constantin. Paris, Presses de l’Université Paris-Sorbonne, 2006.  (ISBN 978-2-840-50465-8)
- (en) Scarre, Chris. Chronicle of the Roman Emperors. London, Thames and Hudson, 1995.  (ISBN 0-500-05077-5).
- Zosso, François et Christian Zingg, Les Empereurs romains, édition Errance, 1995,  (ISBN 978-287-7-72390-9)